# Gemmocolus
Gemmocolus is een geslacht van uitgestorven weekdieren uit de klasse van de Gastropoda (slakken). Exemplaren van dit geslacht zijn slechts als fossiel bekend.

## Soorten
- Gemmocolus ectypa (Marwick, 1931) †
- Gemmocolus gemmata (Powell, 1935) †